# Ležbe
Ležbe (nemško Leisbach) je naselje v Občini Hodiše v Okraju Celovec-dežela na Koroškem v Avstriji.